# Benedek Géza
Benedek Géza (Kisbacon, 1916. szeptember 13. – Kovászna, 2010. november 28.) magyar orvos és orvosi szakíró.

## Életútja
A középiskolát Sepsiszentgyörgyön végezte, orvostudományi tanulmányait Kolozsvárt, Budapesten és a németországi Halle an der Saale egyetemén. Előbb külföldön tevékenykedett, majd körorvos volt Nagybaconban, Székelykeresztúron és Székelyudvarhelyen, 1952-től Kovásznán belgyógyász főorvos, 1961-től ugyanott szívgyógyász főorvos volt.
Első írása az Ifjú Erdélyben (1938) Erdővidékről szólt, később orvostudományi szakcikkei jelentek meg román, német és amerikai szakfolyóiratokban. Népszerűsítő cikkeit a TETT és A Hét közölte. Tárgyköre a Székelyföld borvíz- és gázforrásainak gyógyászati jelentősége és hatásmódja, különös tekintettel a szív és az érrendszer betegségeire. Részt vett Kovászna fejlesztési terveinek kidolgozásában, 1968-ban Kovásznán és 1979-ben Árkoson országos tudományos értekezletet szervezett; az elsőnek a tudományos anyaga kötetben is megjelent az ő, Darkó Zsigmond és Petru Oprea szerkesztésében (Efectele terapeutice ale stațiunilor balneo-climaterice din județul Covasna. Sepsiszentgyörgy, 1969).
Mint nyugalmazott főorvost Kovászna város Pro Urbe díjjal tüntette ki az 1999. október 1-jén kezdődött Kovásznai Napok alkalmából. A kovásznai Szívkórház megalapításának ötvenedik évfordulója alkalmából róla nevezték el az intézményt 2010 novemberében. A nyugalmazott főorvos gyenge egészségi állapota miatt nem tudott jelen lenni az ünnepségen.

## Díjak, elismerések
- Pro Urbe-díj (Kovászna, 1999. október)[2]

## Emlékezete
- Dr. Benedek Gézáról elnevezett Szívkórház működik Kovásznán 2010. november óta.[3]